# Eleição municipal de Vitória da Conquista em 2024
A eleição municipal da cidade brasileira de Vitória da Conquista ocorreu em 6 de outubro de 2024 para eleger um prefeito, um vice-prefeito e 23 vereadores que serão responsáveis pela administração da cidade baiana no mandato a se iniciar em 1° de janeiro de 2025 e com término em 31 de dezembro de 2028. A prefeita titular é Ana Sheila Lemos Andrade, do UNIÃO. Pela legislação eleitoral, Ana Sheila está apta para disputar a reeleição.

## Calendário eleitoral
| Início        | Fim           | Atividades | Status    |
| ------------- | ------------- | --- | --------- |
| 7 de março    | 5 de abril    | Janela partidária para vereadores trocarem de partido visando concorrer às eleições sem perder o mandato. | Realizado |
| 6 de abril    | 6 de abril    | Data-limite para todas as legendas e federações partidárias obterem o registro dos estatutos no TSE e para todos os candidatos terem domicílio eleitoral na circunscrição em que desejam disputar as eleições com a filiação deferida pelo partido. | Realizado |
| 15 de maio    | 15 de maio    | Início da campanha de arrecadação prévia de recursos na modalidade de financiamento coletivo para pré-candidatos, sem realização de pedidos de voto e obedecendo a regras relativas à propaganda eleitoral na Internet.                             | Realizado |
| 20 de julho   | 5 de agosto   | Realização de convenções partidárias para deliberar sobre coligações e escolher candidatos às prefeituras e aos cargos de vereador. Os partidos têm até 15 de agosto para registrar os nomes na Justiça Eleitoral.                                  | Realizado |
| 16 de agosto  | 16 de agosto  | Início das campanhas eleitorais de forma igualitária, podendo qualquer publicidade ou manifestação com pedido explícito de voto antes da data ser considerada irregular e multada.                                                                  | Realizado |
| 30 de agosto  | 3 de outubro  | Veiculação da propaganda eleitoral gratuita no rádio e na televisão. | Realizado |
| 6 de outubro  | 6 de outubro  | Realização do primeiro turno das eleições municipais. | Realizado |
| 11 de outubro | 25 de outubro | Veiculação da propaganda eleitoral gratuita no rádio e na televisão para o segundo turno. | Realizado |
| 27 de outubro | 27 de outubro | Realização de um eventual segundo turno nas cidades com mais de 200 mil eleitores em que o candidato a prefeito mais votado não tenha atingido a metade mais um dos votos válidos.                                                                  | Realizado |

## Candidatos à prefeitura
| Nº | Prefeito(a)  | Prefeito(a)                                       | Prefeito(a)       | Prefeito(a)                                     | Vice-prefeito(a) | Vice-prefeito(a) | Vice-prefeito(a)                                            | Vice-prefeito(a)  | Vice-prefeito(a)                       | Coligação Partido(s)                                                                                  | Ref.                                    |
| Nº | Candidato(a) | Candidato(a)                                      | Partido Federação | Cargos relevantes                               | Candidato(a)     | Candidato(a)     | Candidato(a)                                                | Partido Federação | Cargos relevantes                      | Coligação Partido(s)                                                                                  | Ref.                                    |
| -- | ------------ | ------------------------------------------------- | ----------------- | ----------------------------------------------- | ---------------- | ---------------- | ----------------------------------------------------------- | ----------------- | -------------------------------------- | --- | --------------------------------------- |
| 13 |              | Waldenor Pereira Waldenor Alves Pereira Filho     | PT FE Brasil      | - Deputado Federalpela Bahia                    |                  |                  | Luciana Silva Luciana Santos Silva                          | PSB               |                                        | A Força Para Mudar Conquista FE Brasil (PT, PCdoB, PV), PSB, PSD, Federação PSOL REDE e Solidariedade | [ 3 ] [ 4 ]                             |
| 15 |              | Lúcia Rocha Maria Lúcia Santos Rocha              | MDB               | - Vereadora de Vitória da Conquista             |                  |                  | Delegado Marcus Vinícius Marcus Vinícius de Morais Oliveira | PODE              | - Vereador de Vitória da Conquista     | A Mãe Tá On MDB, PODE, PRTB                                                                           | [ 5 ] [ 6 ] [ 7 ]                       |
| 44 |              | Sheila Lemos Ana Sheila Lemos Andrade             | UNIÃO             | - Prefeita de Vitória da Conquista (2021-Atual) |                  |                  | Dr. Aloísio Alan Aloísio Alan Costa Fernandes               | Republicanos      | - Presidente Municipal do Republicanos | Conquista Segue Avançando UNIÃO, REP, Federação PSDB Cidadania, PL, PP, PDT, PRD                      | [ 8 ] [ 9 ] [ 10 ] [ 11 ] [ 12 ] [ 13 ] |
| 70 |              | Marcos Adriano Marcos Adriano Cardoso de Oliveira | Avante            |                                                 |                  |                  | Ariana Mota Luíza Ariana da Rocha Mota Ferraz               | Avante            |                                        | Apoio informal do MOBILIZA[carece de fontes?]                                                         | [ 14 ] [ 15 ] [ 16 ]                    |

## Pesquisas eleitorais
As pesquisas buscam analisar como seria o resultado da eleição se ela ocorresse no dia em que os dados dos entrevistados foram coletados, não tendo como objetivo pela porcentagem de confiança, prever o resultado final da eleição.

### Primeiro Turno
| Fonte:Seculus          | Se as eleições fossem hoje, em quem o (a) senhor (a) votaria para prefeito de Vitória da Conquista? (Método Estimulado) | Se as eleições fossem hoje, em quem o (a) senhor (a) votaria para prefeito de Vitória da Conquista? (Método Estimulado) | Se as eleições fossem hoje, em quem o (a) senhor (a) votaria para prefeito de Vitória da Conquista? (Método Estimulado) | Se as eleições fossem hoje, em quem o (a) senhor (a) votaria para prefeito de Vitória da Conquista? (Método Estimulado) | Se as eleições fossem hoje, em quem o (a) senhor (a) votaria para prefeito de Vitória da Conquista? (Método Estimulado) | Se as eleições fossem hoje, em quem o (a) senhor (a) votaria para prefeito de Vitória da Conquista? (Método Estimulado) | Se as eleições fossem hoje, em quem o (a) senhor (a) votaria para prefeito de Vitória da Conquista? (Método Estimulado) |
| Candidatos             | 26/03/2024-28/03/2024                                                                                                   | 22/07/2024-24/07/2024                                                                                                   | 22/07/2024-24/07/2024                                                                                                   | 30/09/2024-01/10/2024                                                                                                   | 30/09/2024-01/10/2024                                                                                                   | Resultado TSE | Resultado TSE |
| Candidatos             | Base: 783 Eleitores | Base: 600 Eleitores | Base: 600 Eleitores | Base: 600 Eleitores | Base: 600 Eleitores | Base: 210.920 Eleitores                                                                                                 | Base: 210.920 Eleitores                                                                                                 |
| ---------------------- | --- | --- | --- | --- | --- | --- | --- |
| Sheila Lemos           | 36,27% | 41,67% | Aumento | 56,00% | Aumento | 58,83% | Aumento |
| Waldenor Pereira       | 20,69% | 21,33% | Aumento | 15,67% | Baixa | 26,74% | Aumento |
| Lúcia Rocha            | 24,01% | 17,50% | Baixa | 6,83% | Baixa | 11,14% | Aumento |
| Marcos Adriano         | N/D | 7,00% | Aumento | 10,6% | Aumento | 3,29% | Baixa |
| Nulo/Branco            | 8,56% | 8,33% | Baixa | 5,17% | Baixa | 6,13% | Aumento |
| Não Sabem/Não Opinaram | 4,85% | 4,17% | Baixa | 15,50% | Aumento | - | - |

| Fonte:Instituto Gasparetto | Se esses fossem os candidatos, em quem você votaria nas próximas eleições para prefeito da cidade de Vitória da Conquista? | Se esses fossem os candidatos, em quem você votaria nas próximas eleições para prefeito da cidade de Vitória da Conquista? | Se esses fossem os candidatos, em quem você votaria nas próximas eleições para prefeito da cidade de Vitória da Conquista? | Se esses fossem os candidatos, em quem você votaria nas próximas eleições para prefeito da cidade de Vitória da Conquista? | Se esses fossem os candidatos, em quem você votaria nas próximas eleições para prefeito da cidade de Vitória da Conquista? |
| Candidatos                 | 27/08/2024 - 01/09/2024 | 27/08/2024 - 01/09/2024 | Resultado TSE | Resultado TSE | Resultado TSE |
| Candidatos                 | Base: 1102 Eleitores | Base: 1102 Eleitores | Base: 210.920 Eleitores | Base: 210.920 Eleitores | Base: 210.920 Eleitores |
| Candidatos                 | Votos | % | Votos | % | |
| -------------------------- | --- | --- | --- | --- | --- |
| Sheila Lemos               | 628 | 56.99% | 116.488 | 58,83% | Aumento |
| Waldenor Pereira           | 176 | 15.97% | 52.947 | 26,74% | Aumento |
| Lúcia Rocha                | 144 | 13.07% | 22.052 | 11,14% | Baixa |
| Marcos Adriano             | 17 | 1.54% | 6.512 | 3,29% | Aumento |
| Nulo/Branco                | 55 | 4.99% | 12.921 | 6,13% | Aumento |
| Não Sabem/Não Opinaram     | 82 | 7.44% | | | |
| Total                      | 1102 | 100% | 210.920 | 81,82% | |

| Fonte:Atlas Intel/A Tarde | Se esses fossem os candidatos, em quem você votaria nas próximas eleições para prefeito da cidade de Vitória da Conquista? | Se esses fossem os candidatos, em quem você votaria nas próximas eleições para prefeito da cidade de Vitória da Conquista? | Se esses fossem os candidatos, em quem você votaria nas próximas eleições para prefeito da cidade de Vitória da Conquista? |
| Candidatos                | 27/08/2024 - 01/09/2024 | Resultado TSE | Resultado TSE |
| Candidatos                | Base: 826 Eleitores | Base: 210.920 Eleitores | |
| ------------------------- | --- | --- | --- |
| Sheila Lemos              | 49,3% | 58,83% | Aumento |
| Waldenor Pereira          | 40,1% | 26,74% | Baixa |
| Lúcia Rocha               | 8,2% | 11,14% | Aumento |
| Marcos Adriano            | 1,7% | 3,29% | Aumento |
| Nulo/Branco               | 0,3% | 6,13% | Aumento |
| Não Sabem/Não Opinaram    | 0,4% | - | |

#### Pesquisas de Rejeição
| Fonte:Seculus          | Se as eleições fossem hoje, em quem o (a) senhor (a) não votaria de jeito nenhum para prefeito de Vitória da Conquista? (Método Estimulado) | Se as eleições fossem hoje, em quem o (a) senhor (a) não votaria de jeito nenhum para prefeito de Vitória da Conquista? (Método Estimulado) | Se as eleições fossem hoje, em quem o (a) senhor (a) não votaria de jeito nenhum para prefeito de Vitória da Conquista? (Método Estimulado) | Se as eleições fossem hoje, em quem o (a) senhor (a) não votaria de jeito nenhum para prefeito de Vitória da Conquista? (Método Estimulado) | Se as eleições fossem hoje, em quem o (a) senhor (a) não votaria de jeito nenhum para prefeito de Vitória da Conquista? (Método Estimulado) |
| Candidatos             | 26/03/2024-28/03/2024 | 22/07/2024-24/07/2024 | 22/07/2024-24/07/2024 | 30/09/2024-01/10/2024 | 30/09/2024-01/10/2024 |
| Candidatos             | Base: 783 Eleitores | Base: 600 Eleitores | Base: 600 Eleitores | Base: 600 Eleitores | Base: 600 Eleitores |
| ---------------------- | --- | --- | --- | --- | --- |
| Sheila Lemos           | 24,52% | 14,00% | Baixa | 10,33% | Baixa |
| Waldenor Pereira       | 17,75% | 16,00% | Baixa | 32,17% | Aumento |
| Lúcia Rocha            | 16,99% | 25,50% | Aumento | 4,67% | Baixa |
| Marcos Adriano         | N/D | 19,50% | Aumento | 4,83% | Baixa |
| Nulo/Branco            | 6,13% | 16,83% | Aumento | 21,33% | Aumento |
| Não Sabem/Não Opinaram | 13,03% | 8,17% | Baixa | 26,67% | Aumento |

| Fonte:Instituto Gasparetto | E em quem não votaria de jeito nenhum para prefeito de Vitória da Conquista? (Estimulada; Pode rejeitar mais de um) | E em quem não votaria de jeito nenhum para prefeito de Vitória da Conquista? (Estimulada; Pode rejeitar mais de um) |
| Candidatos                 | Frequência | % |
| -------------------------- | --- | --- |
| Sheila Lemos               | 233 | 21.14% |
| Waldenor Pereira           | 478 | 43.38% |
| Lúcia Rocha                | 237 | 21.51% |
| Marcos Adriano             | 270 | 24.50% |
| Não rejeita nenhum         | 331 | 30.04% |
| Não Sabem/Não Opinaram     | 21 | 1.91% |
| Total                      | 1102 | 100% |

| Fonte:Atlas Intel/A Tarde | Você tem uma imagem positiva ou negativa desses líderes? | Você tem uma imagem positiva ou negativa desses líderes? | Você tem uma imagem positiva ou negativa desses líderes? |
| Candidatos                | Imagem Positiva (%)                                      | Não Sei (%)                                              | Imagem Negativa (%)                                      |
| ------------------------- | -------------------------------------------------------- | -------------------------------------------------------- | -------------------------------------------------------- |
| Sheila Lemos              | 54 / 100                                                 | 20 / 100                                                 | 26 / 100                                                 |
| Waldenor Pereira          | 41 / 100                                                 | 16 / 100                                                 | 43 / 100                                                 |
| Lúcia Rocha               | 46 / 100                                                 | 20 / 100                                                 | 34 / 100                                                 |
| Marcos Adriano            | 14 / 100                                                 | 73 / 100                                                 | 13 / 100                                                 |
| Lideranças                | Imagem Positiva (%)                                      | Não Sei (%)                                              | Imagem Negativa (%)                                      |
| Lula                      | 53 / 100                                                 | 5 / 100                                                  | 42 / 100                                                 |
| Jair Bolsonaro            | 38 / 100                                                 | 8 / 100                                                  | 54 / 100                                                 |
| Jerônimo Rodrigues        | 40 / 100                                                 | 16 / 100                                                 | 44 / 100                                                 |

## Debates

### 1° Turno
| Data       | Organização    | Mediação         | Presença           | Presença            | Presença        | Presença      | Ref.     | Link     |          |          |          |
| Data       | Organização    | Mediação         | Sheila Lemos UNIÃO | Waldenor Pereira PT | Lúcia Rocha MDB | Marcos Avante | Ref.     | Link     |          |          |          |
| Data       | Organização    | Mediação         | 1º turno           | 1º turno            | 1º turno        | 1º turno      | 1º turno | 1º turno | 1º turno | 1º turno | 1º turno |
| ---------- | -------------- | ---------------- | ------------------ | ------------------- | --------------- | ------------- | -------- | -------- | -------- | -------- | -------- |
| 18/09/2024 | Band Bahia     | -                | Presente           | Presente            | Ausente         | Presente      | [ 22 ]   | Link     |          |          |          |
| 19/09/2024 | Rádio Clube FM | -                | Presente           | Presente            | Ausente         | Presente      | [ 23 ]   | Link     |          |          |          |
| 03/10/2024 | TV Sudoeste    | Georgina Maynart | Presente           | Presente            | Presente        | Presente      | [ 24 ]   | -        |          |          |          |

## Resultado
| Candidato (a)            | Vice                       | 1.º turno 6 de outubro de 2024 | 1.º turno 6 de outubro de 2024 |
| Candidato (a)            | Vice                       | Votação                        | Votação                        |
| Candidato (a)            | Vice                       | Total                          | %                              |
| ------------------------ | -------------------------- | ------------------------------ | ------------------------------ |
| Sheila Lemos (UNIÃO)     | Dr. Aloísio Alan (REP)     | 116.488                        | 58,83%                         |
| Waldenor Pereira (PT)    | Luciana (PSB)              | 57 665                         | 26,74%                         |
| Lúcia Rocha (MDB)        | Del.Marcus Vinícius (PODE) | 22.052                         | 11,14%                         |
| Marcos Adriano (Avante)  | Ariana (Avante)            | 6.512                          | 3,29%                          |
| → Total de votos válidos | → Total de votos válidos   | 210.920                        | 81,82%                         |
| → Votos em branco        | → Votos em branco          | 4.195                          | 1,99%                          |
| → Votos nulos            | → Votos nulos              | 8.726                          | 4,14%                          |
| Total                    | Total                      | 223.841                        | 87,95%                         |
| Abstenções               | Abstenções                 | 46.864                         | 18,18%                         |
| Total de inscritos       | Total de inscritos         | 270.705                        | 100%                           |

## Controvérsias

### Pedido de inelegibilidade deSheila Lemos(UNIÃO)
Sheila anunciou sua pré-candidatura a reeleição em junho de 2023, ao longo do período que antecedeu o pleito eleitoral de 2024, buscou diálogo com diversos partidos em busca de apoio ao seu projeto político, como o PSDB, chefiado e âmbito estadual pelo deputado estadual Tiago Correia e o PL, chefiado pelo ex-ministro da cidadania do governo Bolsonaro, João Roma.
Em junho de 2024 anunciou o médico Aloísio Alan, do Republicanos com seu candidato à vice-prefeito além da formação de sua base de apoio, que continha oito partidos, sendo eles o seu, UNIÃO, o de Alan, Republicanos além do PDT, PP, PL, PRD e da Federação PSDB Cidadania, que mais tarde recebera a denominação Coligação Conquista Segue Avançando.
A candidatura de Sheila Lemos recebeu apoio de figuras relevantes em âmbito municipal, estadual e federal, como o ex-prefeito de Salvador, seu correligionário ACM Neto, do atual prefeito Bruno Reis, de parlamentares como Léo Prates e Tiago Correia e do ex-ministro João Roma além de artistas e personalidades locais, como o médico e filho do ex-prefeito Herzem, Danilo Gusmão.
Nas pesquisas de opinião realizadas antes do primeiro turno das eleições, em todas foi considerada a favorita entre os munícipes de Vitória da Conquista, uma vez que seu primeiro mandato teve uma aprovação consideravelmente alta.
A votação no município ocorreu em um único turno, algo até então inédito na história política de Vitória da Conquista desde que a cidade passou a ter o segundo turno, tendo Sheila em primeiro lugar, com 116.488 votos, que representaram 58,83% dos eleitorado total. contudo ainda enfrentava um processo na justiça que havia lhe tornado inelegível.
Após a decisão do Tribunal Superior Eleitoral favorável ao deferimento de sua candidatura, em novembro de 2024, foi lhe permitido tomar posse em 1.º de janeiro de 2025 e seus votos passariam a ser válidos, uma vez que passou toda a campanha com sua candidatura em situação sub judicie.
Adversário histórico de seu grupo político, a Federação Brasil da Esperança, juntamente com a coligação, denominada A força pra mudar Conquista que lançaram o candidato Waldenor Pereira ao cargo de prefeito pediram sua inelegibilidade no Tribunal Regional Eleitoral da Bahia, em setembro de 2024, após o deferimento de sua candidatura, alegando que a mesma configurava um terceiro mandato familiar, uma vez que sua mãe havia sido Vice-prefeita do município antes dela e por poucos dias havia substituído o então prefeito Herzem Gusmão no cargo de titular do mandato.
A discussão foi decidida no plenário do tribunal em 23 de setembro de 2024, poucos dias antes do primeiro turno das eleições, após o pedido de vista dos desembargadores Maíza Seal Carvalho e Maurício Kertzman, durante a primeira seção, ao fim, com o placar de 4 votos favoráveis a inelegibilidade da gestora a 3  que se posicionaram contra o pedido, Sheila lemos foi considerada inelegível pelo TRE-BA, decisão passiva de recurso e sua candidatura passaria estar sub judicie a partir da decisão.
A coligação Conquista Segue Avançando, que lançou Sheila como candidata a prefeita entrou com recurso da decisão do júri no Tribunal Superior Eleitoral com a alegação de que não se tratava de um terceiro mandato familiar, uma vez que sua mãe, Irma Lemos não havia sido diplomada no cargo de prefeito, apenas havia substituído o titular que estava afastado por motivos de saúde, ou seja, interinamente.
Em novembro, após a votação, o Ministério Público Eleitoral se manifestou no recurso apresentado por Sheila e sua coligação ao Tribunal Superior Eleitoral, por meio do qual ela contesta a decisão do Tribunal Regional Eleitoral da Bahia que indeferiu o registro de sua candidatura. Segundo o MPE, não houve "incidência das causas de inelegibilidade" que o TRE-BA entendeu existirem no caso e por isso a candidatura deve ser deferida.
Segundo a decisão do TSE, representada pelo relator ministro Ramos Tavares, não houve terceiro mandato na mesma família, sendo assim a decisão que conferiu a inelegibilidade de Sheila estaria revogada.

### Envolvimento deWaldenor Pereira(PT) com entidades fantasmas
Em setembro de 2024 o Ministério Público passou a investigar o Instituto Comunidade Sustentável, localizado em Vitória da Conquista, ligado a diversas lideranças petistas do estado da Bahia, dentre elas, Waldenor, então pré-candidato do PT à prefeitura de Vitória da Conquista e Zé Raimundo, Deputado Estadual e ex-prefeito da cidade.
A organização que atua desde 2009 na região informa em suas redes sociais que atua na área de promoção cultural, estampam as propagandas políticas de Waldenor Pereira e do deputado estadual Zé Raimundo. Só em 2023, o instituto recebeu da gestão Jerônimo Rodrigues R$1.150 milhão.
Através de uma denúncia encaminhada ao MP, cuja finalidade se dava por investigar o emprego repasses milionários do governo do estado, através da secretaria de turismo para a entidade, foi possível constatar que o destino dos recursos não foram localizados, uma vez que as mídias sociais do beneficiário não apresentava nenhuma atividade realizada, muito menos um público alvo, uma vez que o mesmo mantém seus perfis fechados. além disso, fora encontrado no registro da entidade que a presidência da instituição estaria sob tutela da ex-secretária parlamentar de Waldenor, Ana Paula Guimarães Marques.

### Anulação dos votos dados ao Avante
No dia 14 de julho de 2024 o Tribunal Regional eleitoral da Bahia decidiu anular os votos dados ao Avante, devido a comprovação de fraude na cota de gênero na composição da chapa de vereadores, a denúncia foi feita pelos diretórios municipais do PT, PCdoB e PV. A medida do judiciário anulou os votos dados ao candidato a prefeito Marcos Adriano e cassou o mandato do vereador eleito Natan da Carroceria. A vaga deixada por Natan foi assumida pela primeira suplente da Federação Brasil da Esperança, Delegada Gabriela Garrido (PV).

## Câmara de Vereadores
Para o quadriênio 2025-2028 foram eleitos 23 vereadores.
| Vereadores eleitos em Vitória da Conquista - 2024 | Vereadores eleitos em Vitória da Conquista - 2024 | Vereadores eleitos em Vitória da Conquista - 2024 | Vereadores eleitos em Vitória da Conquista - 2024 | Vereadores eleitos em Vitória da Conquista - 2024 | Vereadores eleitos em Vitória da Conquista - 2024 | Vereadores eleitos em Vitória da Conquista - 2024 |
| Candidato (a)                                     | Partido                                           | Federação                                         | Votação                                           | Votação                                           | Votação                                           | Votação                                           |
| Candidato (a)                                     | Partido                                           | Federação                                         | Antes da Anulação dos Votos dados ao Avante       | Antes da Anulação dos Votos dados ao Avante       | Depois da Anulação dos Votos dados ao Avante      | Depois da Anulação dos Votos dados ao Avante      |
| Candidato (a)                                     | Partido                                           | Federação                                         | Votos                                             | %                                                 | Votos                                             | %                                                 |
| ------------------------------------------------- | ------------------------------------------------- | ------------------------------------------------- | ------------------------------------------------- | ------------------------------------------------- | ------------------------------------------------- | ------------------------------------------------- |
| Diogo Azevedo                                     | UNIÃO                                             |                                                   | 6.017                                             | 3,04%                                             | 6.017                                             | 3,04%                                             |
| Leia De Quinho                                    | PSD                                               |                                                   | 4.272                                             | 2,16%                                             | 4.272                                             | 2,16%                                             |
| Luciano Gomes                                     | PCdoB                                             | Fe.Brasil                                         | 3.769                                             | 1,90%                                             | 3.769                                             | 1,90%                                             |
| Xandó                                             | PT                                                | Fe.Brasil                                         | 3.729                                             | 1,88%                                             | 3.729                                             | 1,88%                                             |
| Fernando Jacaré                                   | PT                                                | Fe.Brasil                                         | 3.603                                             | 1,82%                                             | 3.603                                             | 1,82%                                             |
| Dr. Andreson                                      | PCdoB                                             | Fe.Brasil                                         | 3.419                                             | 1,72%                                             | 3.419                                             | 1,73%                                             |
| Dudé                                              | UNIÃO                                             |                                                   | 3.339                                             | 1,68%                                             | 3.339                                             | 1,69%                                             |
| Adinilson Pereira                                 | UNIÃO                                             |                                                   | 3.305                                             | 1,67%                                             | 3.305                                             | 1,67%                                             |
| Ivan Cordeiro                                     | PL                                                |                                                   | 3.113                                             | 1,57%                                             | 3.113                                             | 1,57%                                             |
| Dinho Dos Campinhos E Simão                       | REP                                               |                                                   | 3.109                                             | 1,57%                                             | 3.109                                             | 1,57%                                             |
| Cris De Lucia Rocha                               | MDB                                               |                                                   | 2.963                                             | 1,49%                                             | 2.963                                             | 1,50%                                             |
| Ricardo Babão                                     | PCdoB                                             | Fe.Brasil                                         | 2.902                                             | 1,46%                                             | 2.902                                             | 1,47%                                             |
| Viviane                                           | PT                                                | Fe.Brasil                                         | 2.834                                             | 1,43%                                             | 2.834                                             | 1,43%                                             |
| Paulinho Oliveira                                 | PSDB                                              | Fed.PSDB Cidadania                                | 2.550                                             | 1,29%                                             | 2.550                                             | 1,29%                                             |
| Subtenente Muniz                                  | PDT                                               |                                                   | 2.458                                             | 1,24%                                             | 2.458                                             | 1,24%                                             |
| Doutora Lara                                      | REP                                               |                                                   | 2.418                                             | 1,22%                                             | 2.418                                             | 1,22%                                             |
| Márcio De Vivi                                    | PSD                                               |                                                   | 2.403                                             | 1,21%                                             | 2.403                                             | 1,21%                                             |
| Ricardo Gordo                                     | PSB                                               |                                                   | 2.341                                             | 1,18%                                             | 2.341                                             | 1,18%                                             |
| Gabriela Garrido                                  | PV                                                | Fe.Brasil                                         |                                                   |                                                   | 2.301                                             | 1,16%                                             |
| Hermínio Oliveira                                 | PP                                                |                                                   | 2.300                                             | 1,16%                                             | 2.300                                             | 1,16%                                             |
| Bibia                                             | UNIÃO                                             |                                                   | 2.115                                             | 1,07%                                             | 2.115                                             | 1,07%                                             |
| Nelson De Vivi                                    | PSDB                                              | Fed.PSDB Cidadania                                | 1.925                                             | 0,97%                                             | 1.925                                             | 0,97%                                             |
| Edivaldo Ferreira Júnior                          | PSDB                                              | Fed.PSDB Cidadania                                | 1.840                                             | 0,93%                                             | 1.840                                             | 0,93%                                             |
| Natan Da Carroceria                               | Avante                                            |                                                   | 1.505                                             | 0,76%                                             | Votos Anulados                                    | Votos Anulados                                    |

## Convenções Eleitorais
| Candidatura      | Partido | Coligação                                                                                       | Data        | Ref    |
| ---------------- | ------- | ----------------------------------------------------------------------------------------------- | ----------- | ------ |
| Sheila/Alan      | UNIÃO   | Conquista Segue Avançando UNIÃO, REP, Fed. PSDB Cidadania, PL, PP, PDT, PRD                     | 20/07/2024  | [ 52 ] |
| Lúcia/Marcus     | MDB     | A Mãe tá On MDB, PODE, PRTB                                                                     | 04/08/2024  | [ 53 ] |
| Waldenor/Luciana | PT      | Frente Partidária União e Reconstrução FE Brasil (PT, PCdoB, PV), PSB, PSD, Federação PSOL REDE | 03/08/2024  | [ 54 ] |
| Marcos/Ariana    | Avante  |                                                                                                 | 24/07//2024 | [ 55 ] |